# 대학 도서관

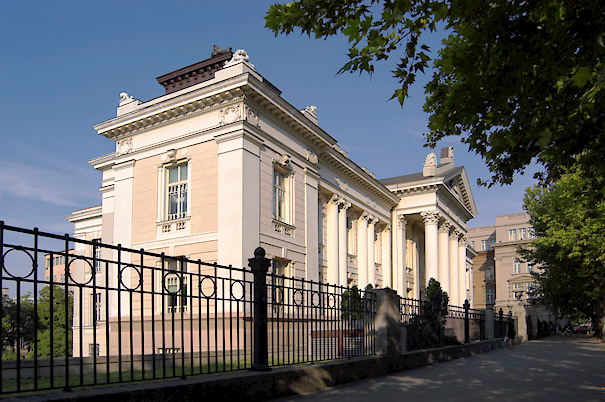
대학 도서관 (베오그라드)

대학 도서관은 대학교에 기반을 둔 도서관이다.
고등 교육 기관에 부속되어 있으며 대학 교직원과 학생의 커리큘럼과 연구를 지원하는 두 가지 보완적인 목적을 제공하는 도서관이다. 전 세계적으로 얼마나 많은 학술 도서관이 있는지는 알려져 있지 않다. 유네스코가 관리하는 학술 및 연구 포털은 3,785개의 도서관과 연결되어 있다. 국립교육통계센터(National Center for Education Statistics)에 따르면 미국에는 약 3,700개의 학술 도서관이 있다. 과거에는 강사가 지시한 대로 강의를 보충하기 위한 수업용 독서자료를 예비자료라고 불렀다. 전자제품이 출시되기 이전에는 예비비를 실제 도서나 해당 저널 기사의 사본으로 제공했다. 현대 학술 도서관은 일반적으로 전자 자료에 대한 액세스도 제공한다.
포괄적인 장서가 실현 가능하지 않기 때문에 학술 도서관은 장서 개발의 초점을 결정해야 한다. 사서는 교수진, 학생 단체, 대학의 임무 및 학업 프로그램의 요구 사항을 파악하여 이를 수행한다. 학술 도서관에 특정 전문 분야가 있는 경우 이를 틈새 컬렉션이라고 부르는 경우가 많다. 이러한 컬렉션은 종종 특별 컬렉션 부서의 기반이 되며 단일 저자가 작성하거나 특정 주제에 대해 작성하거나 제작한 원본 논문, 예술 작품 및 유물을 포함할 수 있다.
규모, 자원, 컬렉션, 서비스에 따라 학술 도서관 간에는 상당한 차이가 있다. 하버드 대학 도서관은 세계에서 가장 큰 엄격한 학술 도서관으로 간주되지만, 국립 도서관과 학술 도서관이 결합된 덴마크 왕립 도서관은 더 많은 소장품을 보유하고 있다. 또 다른 주목할만한 예는 12개 회원국 전체에 학술 도서관을 분산시킨 사우스퍼시픽 대학교이다. 캘리포니아 대학은 세계에서 가장 큰 학술 도서관 시스템을 운영하여 10개 캠퍼스의 100개 도서관에서 4,080만 권 이상의 인쇄본을 관리한다.

## 같이 보기
- 학술지
- 도서관